# Лорън Актън
Лорън Уилбър Актън (на английски: Loren Wilber Acton) е американски физик и астронавт на НАСА, участник в един космически полет.

## Образование
Лорън Актън получава бакалавърска степен по инженерна физика от щатския университет на Монтана през 1959 г. През 1965 г. защитава докторат по философия и соларна физика в университета в Боулдър, Колорадо. Професор по соларна физика в щатския университет на Монтана.

## Служба в НАСА
Лорън У. Актън е избран за астронавт от НАСА на 9 август 1978 г., Група Spacelab-2. Той е взел участие в един космически полет и има 190 часа в космоса.

### Полети
| Космически полет на Лорън Уилбър Актън                  | Космически полет на Лорън Уилбър Актън | Космически полет на Лорън Уилбър Актън | Космически полет на Лорън Уилбър Актън | Космически полет на Лорън Уилбър Актън | Космически полет на Лорън Уилбър Актън | Космически полет на Лорън Уилбър Актън |
| №                                                       | Дата                                   | КК                                     | Емблема на мисията                     | Функции                                | Продължителност                        |                                        |
| ------------------------------------------------------- | -------------------------------------- | -------------------------------------- | -------------------------------------- | -------------------------------------- | -------------------------------------- | -------------------------------------- |
| 1                                                       | 29 юли 1985                            | „Чалънджър“, мисия STS-51F             |                                        | Специалист по полезния товар           | 7 дни 22 часа 45 мин. 26 сек.          |                                        |
| Сумарно време в космоса – 7 дни 22 часа 45 мин. 26 сек. |                                        |                                        |                                        |                                        |                                        |                                        |